# Zimmerius flavidifrons
El mosquerito de Loja (Zimmerius flavidifrons), es una especie —o la subespecie Zimmerius viridiflavus flavidifrons, dependiendo de la clasificación adoptada— de ave paseriforme de la familia Tyrannidae perteneciente al género Zimmerius. Es nativo del noroeste de América del Sur.

## Distribución y hábitat
Se distribuye en el suroeste de Ecuador (sureste de Guayas al sur hasta el oeste de Loja) y extremo noroeste de Perú (Tumbes, Piura).
Esta especie es considerada bastante común en sus hábitats naturales: el dosel y los bordes de selvas húmedas montanas y clareras adyacentes entre los 900 y los 2400 m de altitud.

## Sistemática

### Descripción original
La especie Z. flavidifrons fue descrita por primera vez por el zoólogo británico Philip Lutley Sclater en 1860 bajo el nombre científico Tyrannulus flavidifrons, la localidad tipo es «Pallatanga, Chimborazo, Ecuador».

### Etimología
El nombre genérico masculino «Zimmerius» conmemora al ornitólogo estadounidense John Todd Zimmer (1889-1957); y el nombre de la especie «flavidifrons», se compone de las palabras del latín «flavidus» que significa ‘amrillento’, y «frons» que significa ‘frente’.

### Taxonomía
Es monotípica.
La subespecie Zimmerius chrysops flavidifrons ya era tratada como separada de Zimmerius chrysops por varios autores como Ridgely & Greenfield (2001) y Fitzpatrick (2004), separación que fue objeto de la parte C de la propuesta N° 363 al Comité de Clasificación de Sudamérica (SACC) pero que no fue aprobada por el mismo. Con base en los estudios moleculares de Rheindt et al. (2008) y diferencias de vocalización, en la Propuesta N° 766 al SACC se aprobó la transferencia de flavidifrons como subespecie de Zimmerius viridiflavus. Las clasificaciones Aves del Mundo (HBW) y del Congreso Ornitológico Internacional (IOC) la tratan como especie separada, mientras Clements Checklist/eBird la mantiene como subespecie.